# Os Grãos
Os Grãos es el sexto álbum de estudio de la banda de rock brasileña Os Paralamas do Sucesso. Fue lanzado el 25 de septiembre de 1991. Este álbum marca el cambio en el sonido de la banda con elementos electrónicos. Fue recibido con críticas negativas y es considerado el primer fracaso de la banda. Por otra parte, en ese momento el rock brasileño había caído y la situación del país era delicada. Todavía cuenta con éxitos como Tendo a Lua, Track Track (canción de Fito Paez), Oh María y Sábado. Pese a no haber tenido el éxito esperado, el álbum vendió unas 100.000 copias.

## Lista de canciones
Todas las canciones escritas y compuestas por Herbert Vianna, excepto las que indiquen. 
| N.º   | Título                                       | Duración |  |
| 1.    | «Tribunal de Bar»                            | 3:06     |  |
| 2.    | «Sábado»                                     | 3:50     |  |
| 3.    | «Tendo a Lua»                                | 3:41     |  |
| 4.    | «Os Grãos» (Demétrio Bezerra/Herbert Vianna) | 3:38     |  |
| 5.    | «Carro Velho»                                | 3:25     |  |
| 6.    | «Vai Valer»                                  | 3:37     |  |
| 7.    | «Track Track» (Fito Páez)                    | 4:01     |  |
| 8.    | «O Rouxinol e a Rosa»                        | 4:04     |  |
| 9.    | «A Outra Rota»                               | 2:40     |  |
| 10.   | «Dai-nos»                                    | 3:02     |  |
| 11.   | «Ah, Maria»                                  | 4:50     |  |
| 12.   | «Não Adianta»                                | 4:04     |  |
| 13.   | «Trinta Anos»                                | 5:10     |  |
| 45:08 |                                              |          |  |